# Echinaster modestus
Echinaster modestus är en sjöstjärneart som beskrevs av Perrier 1881. Echinaster modestus ingår i släktet Echinaster och familjen krullsjöstjärnor. Inga underarter finns listade i Catalogue of Life.